# NRP Delfim (S166)
O NRP Delfim (S166) é um submarino da Classe Albacora. Foi usado, com o nome Delfim, pela Marinha Portuguesa desde 1 de Outubro de 1969. Em 2005 foi desactivado por motivos de segurança, em atenção à sua grande antiguidade e ao seu avançado estado de degradação.